# Dedelow
Dedelow ist ein Dorf im Nordosten Brandenburgs (Deutschland) im Landkreis Uckermark. Mit etwa 710 Einwohnern ist der Ort der größte Ortsteil der Stadt Prenzlau. Zu Dedelow gehören die Gemeindeteile Ellingen und Steinfurth.

## Geographie
Das Dorf liegt ca. 109 km nördlich von Berlin und 59 km westlich von Stettin (Polen). Durch den Ort fließt der Fluss Quillow, der aus dem nordwestlich gelegenen Dedelower Stausee kommt und in der Ucker nahe Prenzlau mündet.

## Geschichte

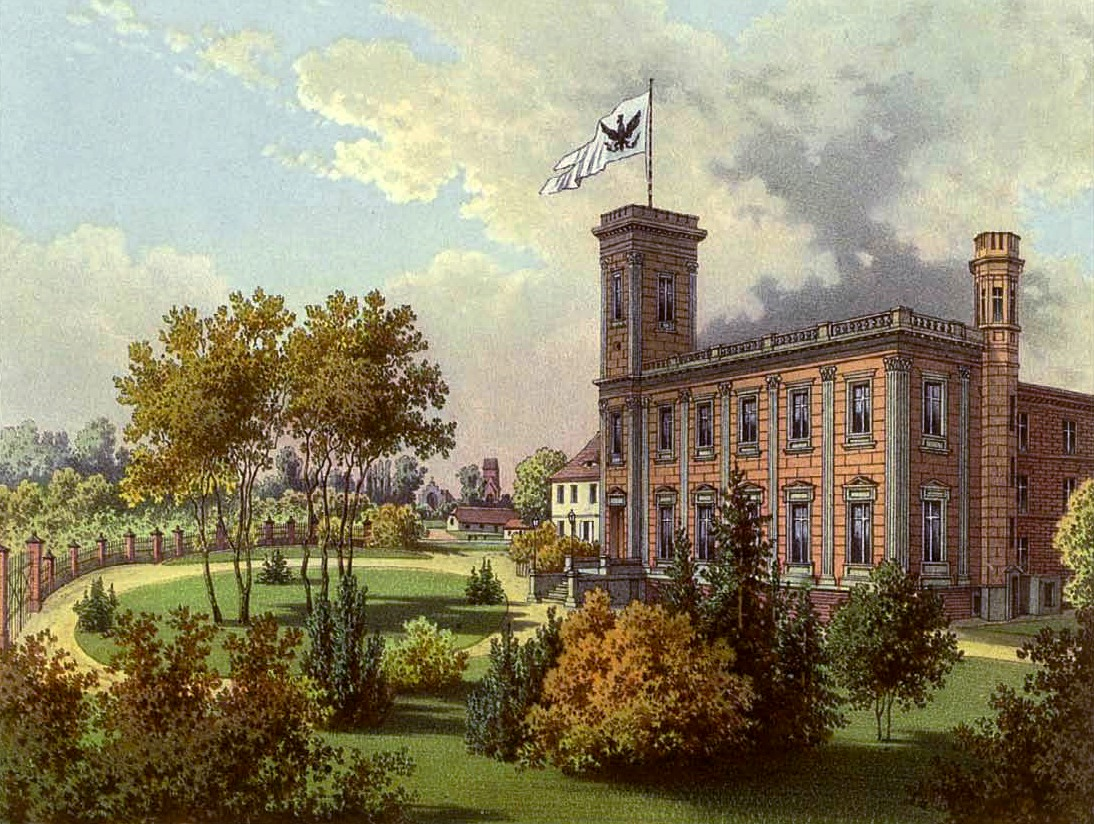
Schloss Dedelow um 1871/73, Sammlung Alexander Duncker

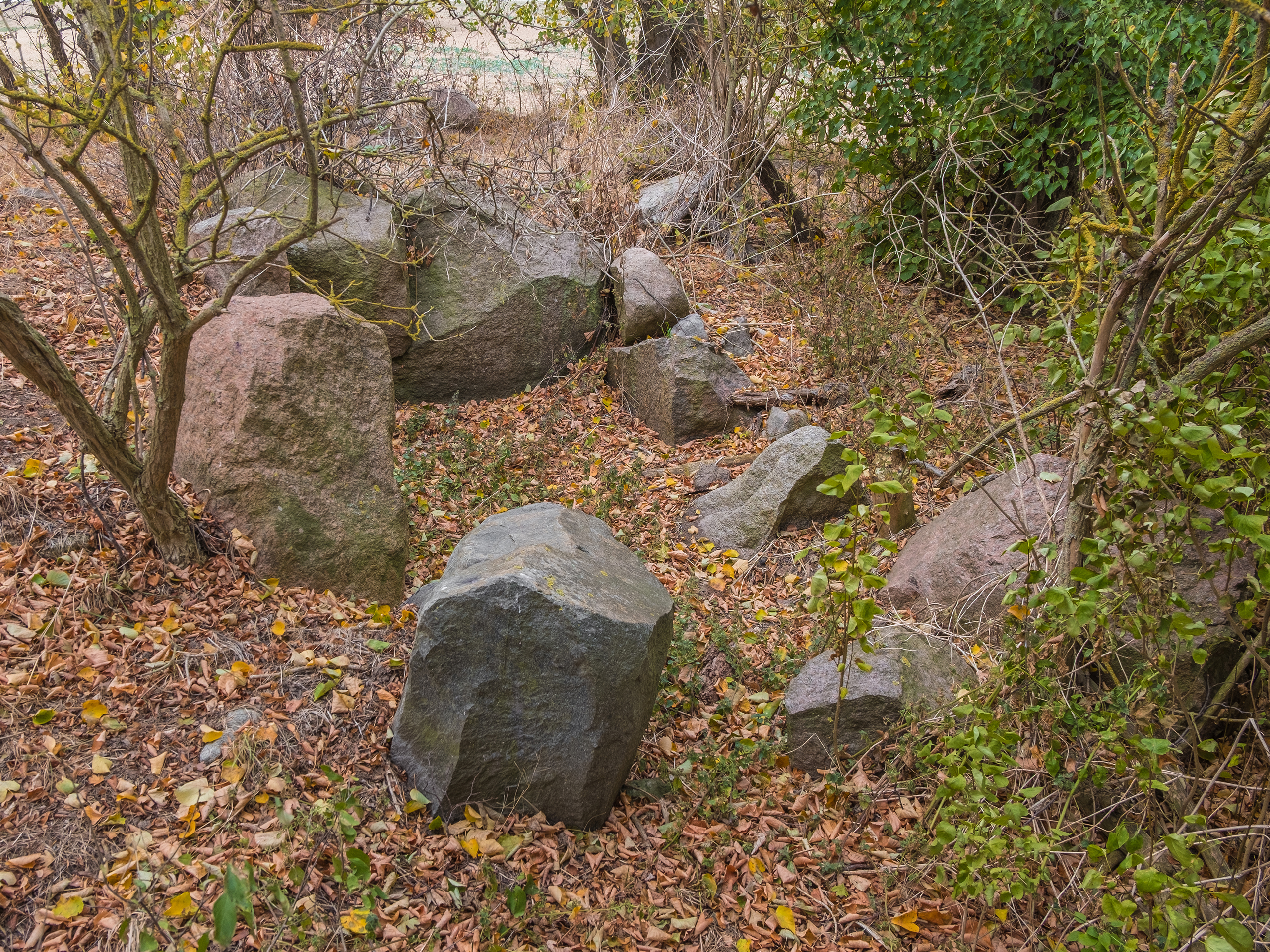
Großsteingrab „Dedelow 1“

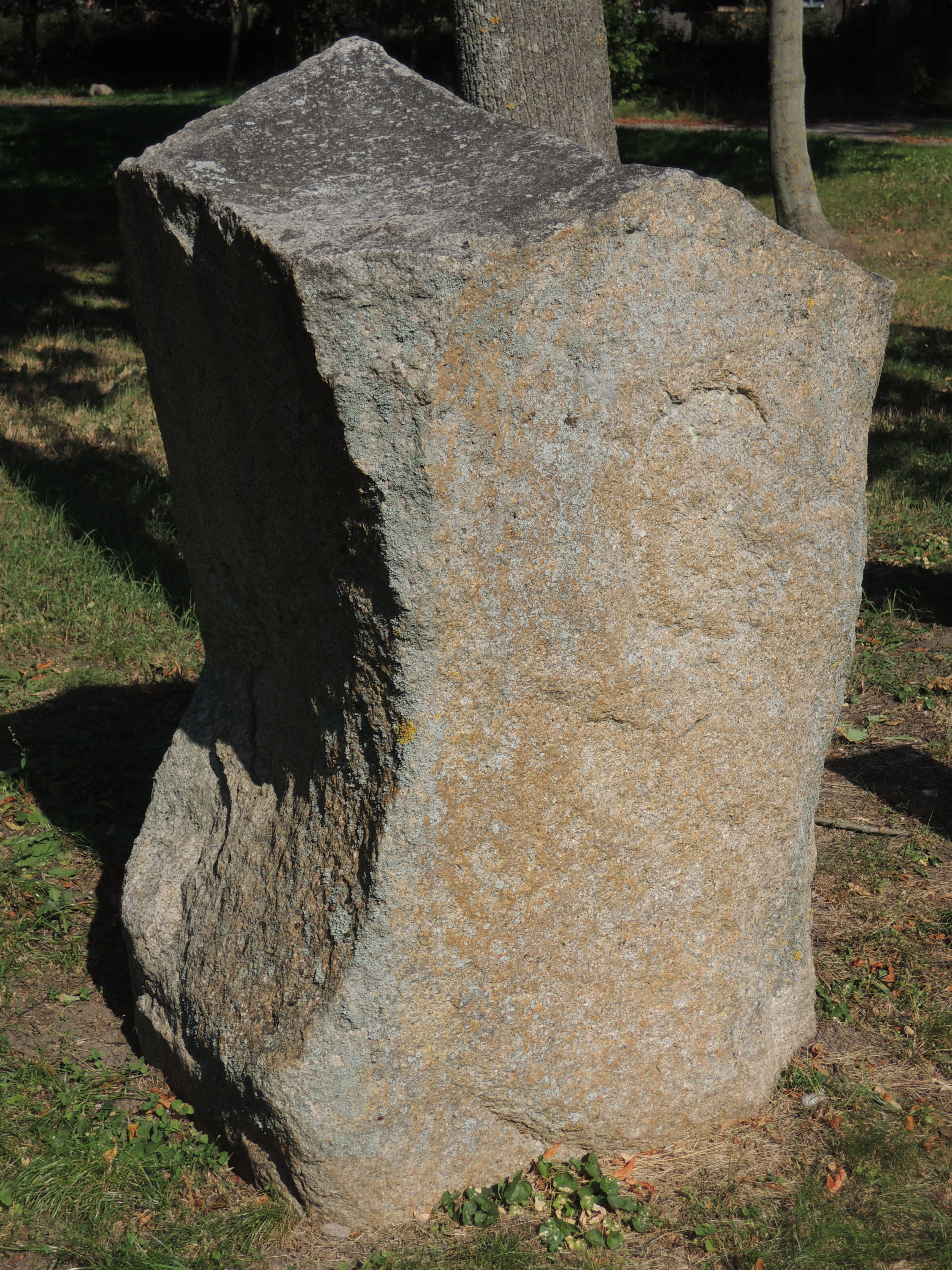
Die „Heidenkanzel“, Überrest eines neolithischen Großsteingrabs

Der Dolmen von Dedelow (auch Dedelow 1 genannt) liegt nördlich von Steinfurth.
Dedelow wurde erstmals 1320 urkundlich erwähnt, entstand jedoch bereits im 11./12. Jahrhundert. Im Dreißigjährigen Krieg (1614–1648) wurde der Ort stark zerstört. Im Nordischen Krieg (1674–1679) zwischen Schweden und Brandenburg wurde das Dorf 1674 durch die Schweden völlig zerstört. In dem Ort gab es ein Rittergut unter einer jahrhundertelangen Herrschaft der Familie von Klützow. Die Familie zählt zum alten Adel und ist fünfhundert Jahre in der Uckermark beheimatet. Ursächlich teilten sich die Klützow mit denen von Blankenburg den Rittersitz Wolfshagen, 14. und 15. Jahrhundert. Danach ist Dedelow der Hauptsitz der Familie. Zwischenzeitlich war Dedelow in zwei Gütern unterteilt, was in der Mark Brandenburg in mehrfachen Beispielen, besonders im Havelland, belegt ist. Weihnachten 1541 bekommt ein Hans von Arnim so genannte Angefälle, also Erbanteile auf die von Klützowschen Lehen in Dedelow. Zuerst Erwähnung findet Jakob von Klützow und seine Ehefrau Katharina von Kahlenbe.
Um 1700 ist Otto Friedrich von Klützow Grundbesitzer auf Dedelow. Ihm gehört auch das Gut Falkenhagen. Er war zweimal verheiratet, in zweiter Ehe mit der Witwe Hypolita von der Groeben, geborene von Katt(e)-Vieritz.
Zeitweise gehörten Dedelow und Falkenhagen inmitten des 19. Jahrhunderts mehreren Vettern von Klützow. Premierleutnant Alfred von Klützow auf Krausendorf in Schlesien gilt bis zu seinem Tode 1879 als Mitinhaber. Besonders prägend ist aber dann im Ausgang des 19. Jahrhunderts Hermann von Klützow (1813–1902). Er war Mitschüler Bismarcks am Grauen Kloster zu Berlin, mit Bestnoten, studiert Jura, erhielt den Titel Exzellenz und wurde Dechant zu Dom Brandenburg. Zeitgleich erscheint das 1879 amtlich publizierte Generaladressbuch der Rittergutsbesitzer- und Gutsbesitzer der Provinz Brandenburg. Dort ist der Domherr zu Brandenburg von Klützow als Grundherr des 818 ha umfassenden Rittergutes Dedelow ausgewiesen. Nur wenige Jahre zuvor war Klützow Wirklicher Geheimer Rat geworden und nunmehr in der Hauptritterschaftsdirektion zu Berlin, einem Landwirtschaftlichen Kreditinstitut, tätig. Klützow ist traditionsbewusst und wird 1855 Mitglied des wieder begründeten alten Johanniterorden, in der Brandenburgischen Provinzialgenossenschaft, seit 1862 Rechtsritter der Kongregation. Interimistisch leitet er auch um 1893 die Geschäfte des Kurators der Brandenburger Ritterakademie. Hermann von Klützow-Dedelow ist es auch der aus dem alten Lehngut einen Familienfideikommiss macht, um so auf Grundlage einer Stiftung des Gut in der Hand der Familie zu halten. Da er ohne männliche Erben bleibt übernimmt spätestens 1907 sein Neffe Hans Heinrich von Klützow-Krausendorf (1869–1938) den Besitz. Er war zuvor auf der Ritterakademie Brandenburg und ging zum Militär. Zwischenzeitlich besuchte er weitere Gymnasien, Frankfurt a. d. O. sowie die Ritterakademie Liegnitz. Seine Studien durchlief Klützow in Freiburg und Straßburg i. E. Den Wohnsitz nahm er wechselnd in Dedelow und Berlin. Kurz vor dem Ersten Weltkrieg stehen für Gut Dedelow 928 ha zu Buche, mit einem Grundsteuerreinertrag von 20984 Mark. Vor der großen Wirtschaftskrise 1929/1930 beinhaltet die Begüterung Dedelow mit Vorwerk Steinfurth 936 ha. Das Gut ist an Walter Schulz verpachtet. Die Weitervererbung des Rittergutes Dedelow geht faktisch über 1939 hinaus bis zur Bodenreform. Letzter Gutsbesitzer war dann ein Enkel Landrats Alfred von Klützow-Krausendorf, Wolfgang von Klützow, 1940 mit 936 ha.
Das Dedelower Schloss und das Wirtschaftsgebäude wurden im Jahr 1945 durch Brandstiftung zerstört. Heute kann man sich durch alte Teile der Grundmauern ein Bild über den Standort des Schlosses machen. Rote Steine im Bäckerweg kennzeichnen die Lage der Vorderfront des Schlosses. Im Jahr 1968 entstand in Dedelow die erste Milchvieh-Großanlage mit 2000 Rindern. Es begann eine Entwicklung zum „sozialistischen Musterdorf“, die maßgeblich durch den LPG-Vorsitzenden und Volkskammer-Abgeordneten Friedrich Clermont geprägt wurde. In der Folge entstanden einige mehrgeschossige Plattenbauten für die wachsende Zahl der Einwohner. Im Jahr 1975 wurde die Anlage auf 4000 Plätze erweitert. Der heutige Betreiber ist die Agrarprodukte Dedelow GmbH. Sie hält mit über 2500 Milchkühen eine der größten Milchviehherden in Deutschland und Europa.

## Einwohnerentwicklung
| Jahr | Einwohner |
| ---- | --------- |
| 1774 | 258       |
| 1803 | 290       |
| 1816 | 284       |
| 1840 | 413       |
| 1861 | 485       |
| 2008 | 761       |
| 2020 | 714       |

## Bedeutende Bauten und Gedenkstätten

### Dorfkirche Dedelow

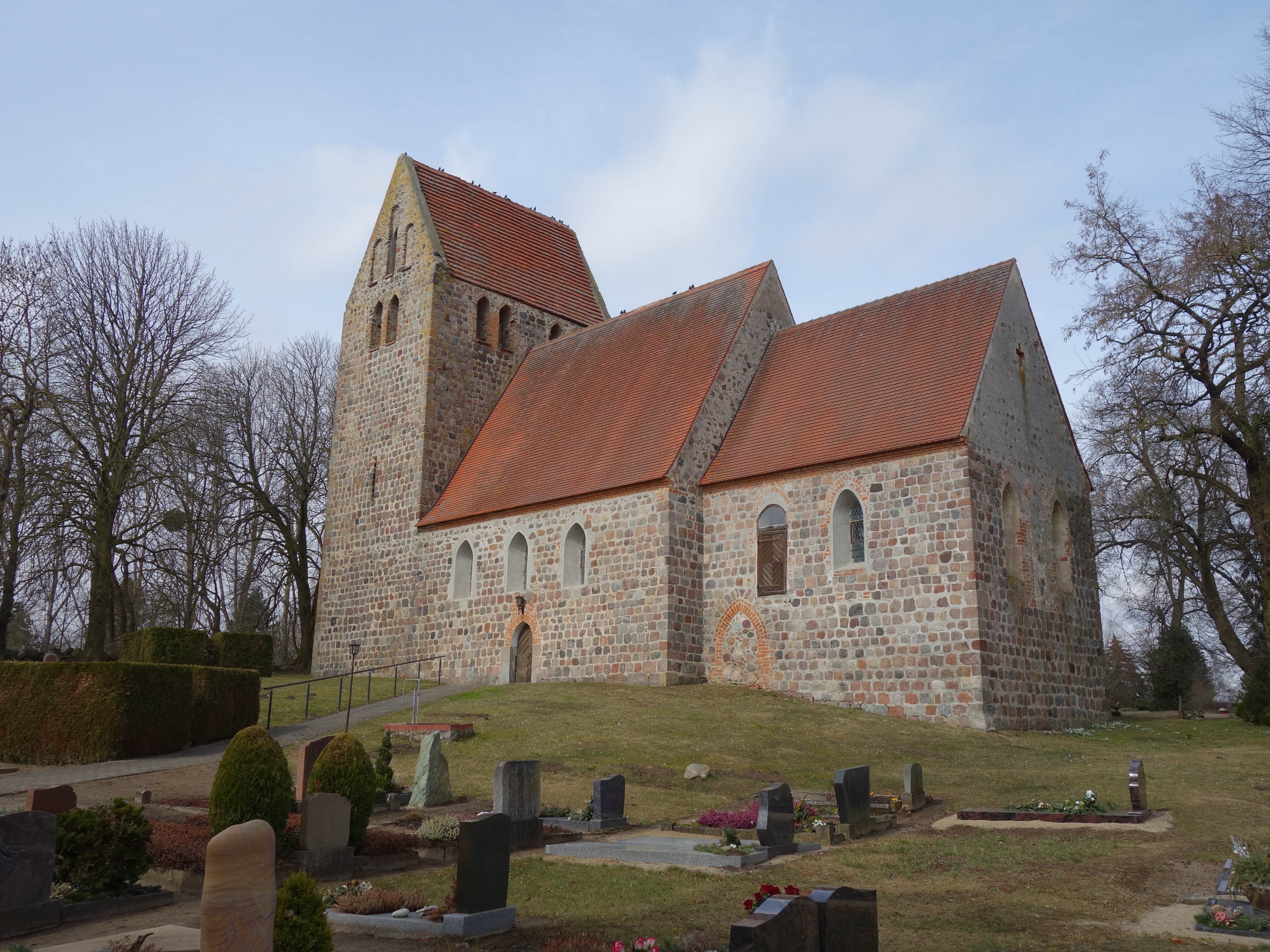
Dorfkirche

Die Kirche ist ein rechteckiger Feldsteinbau mit eingezogenem Rechteckchor und einem querrechteckigen Westturm, der durch ein Satteldach zwischen Giebeln abgeschlossen ist. Sie stammt aus der 2. Hälfte des 13. Jahrhunderts und hat eine reiche Ausstattung.

### Mausoleum Dedelow

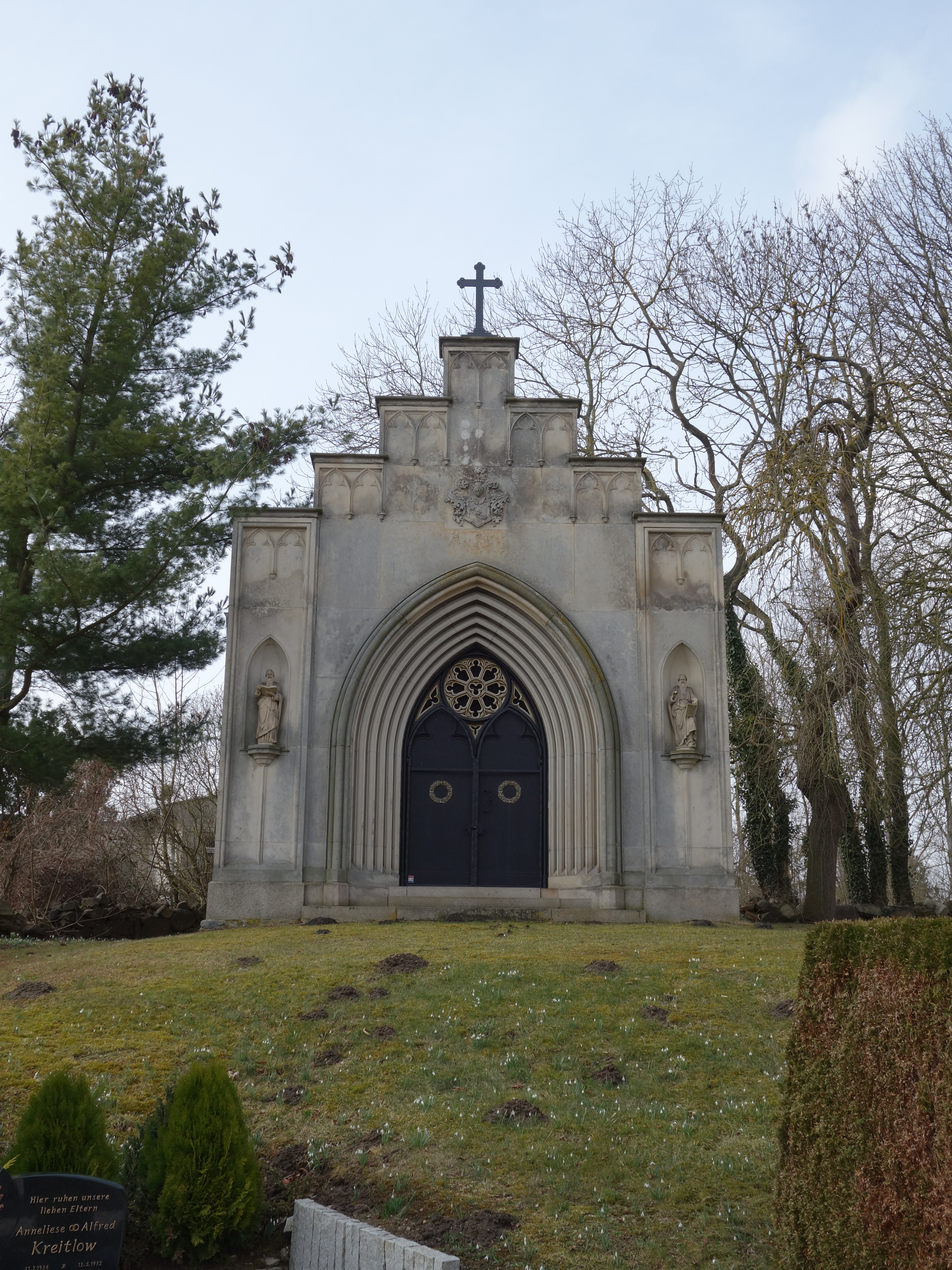
Mausoleum der Familie von Klützow

Das Mausoleum befindet sich auf dem Dedelower Kirchhof und wurde im Jahr 1852 von Christian Gottlieb Cantian nach Plänen von Carl Friedrich Schinkel für die in Dedelow ansässige Familie von Klützow erbaut. Im Inneren befindet sich eine kleine Kapelle, die heute für weltliche Trauerfeiern genutzt wird, sowie eine Gruft, in der Särge der Familie von Klützow stehen. Die Särge wurden 1945 durch russische Soldaten aufgebrochen und geplündert.

### Weitere Sehenswürdigkeiten
- Grundmauern Schloss Dedelow
- Dedelower Stausee

## Wirtschaft und Infrastruktur

### Ansässige Betriebe
- Agrarprodukte Dedelow GmbH
- Landmaschinenhandel & Service GmbH

### Verkehrsanbindung
Durch Dedelow verläuft die B 198 in Richtung Prenzlau (Süd) und in Richtung Neubrandenburg über Woldegk (Nord). Die Bundesautobahnen 11 und 20 verlaufen in der Nähe des Dorfes bei Prenzlau. Bis zum 27. Mai 1995 gab es in Dedelow noch einen Bahnhof an der Bahnstrecke Prenzlau–Strasburg sowie Bahnstrecke Dedelow–Fürstenwerder mit Zügen in Richtung Strasburg (Uckermark), Fürstenwerder (nur bis zum 30. September 1978) und Prenzlau, der durch die Prenzlauer Kreisbahnen bedient wurde. Heute besitzt der Ort 4 Bushaltestellen. Dort fahren Montag bis Freitag Busse der Linien 401 (Prenzlau-Woldegk), 411 (Prenzlau-Dedelow) und 413 (Prenzlau-Strasburg (Uckermark)), die zusammen einen 1-Stunden-Takt zwischen Prenzlau und Dedelow ergeben. Am Samstag, Sonntag und an Feiertagen verkehren nur vier Rufbusse auf der Linie 401. Der nächste internationale Flughafen Stettin-Goleniów liegt ca. 89 km nordöstlich von Dedelow.

## Weitere Literatur
- Kerstin Kirsch: Slawen und Deutsche in der Uckermark vergleichende Untersuchungen zur Siedlungsentwicklung vom 11. bis zum 14. Jahrhundert. Franz Steiner, Stuttgart 2004, S. 163. ISBN 3-515-08604-8. (Zugleich Diss. Humboldt-Univ. Berlin, 2000). Online
- René Schiller: Vom Rittergut zum Großgrundbesitz. Ökonomische und soziale Transformationsprozesse der ländlichen Eliten in Brandenburg im 19. Jahrhundert. in: Elitenwandel in der Moderne / Elites and Modernity. Band 3, De Gruyter, Berlin/Boston 2003. ISBN 3-05-007745-X.